# Вентра, Эжен
Пьер-Мишель-Эжен Вентра (фр. Pierre Michel Eugène Vintras; 7 апреля 1807, Байё — 7 декабря 1875, Лион) — французский религиозный деятель, утверждавший, что является воплощением пророка Илии.

## Биография
Пьер-Мишель-Эжен Вентра родился в 1807 году в Байё (Нормандия) в семье бедных и набожных родителей. Получил только начальное образование, но был наделён отличным интеллектом и смекалкой от природы. Работал подмастерьем у портного и торговцем, но не добился успехов. Увязнув в долгах, он стал фигурантом уголовного дела по незаконной переписи имущества, за что был осуждён на 15 суток. После освобождения открыл кафе в Байе.
В 1839 году стал бригадиром на фабрике по производству картонных коробок в Тийи-сюр-Сёль. В том же году Вентра встретился с загадочным человеком — нотариусом-мошенником Фердинаном Жоффруа (фр. Ferdinand Geoffroi), который признавал в авантюристе Карле Вильгелье Наундорфе законного французского короля Людовика XVII и верил в наступление «золотого века» с приходом к власти Людовика.
Вентра стал последователем Наундорфа и начал получать некие сверхъестественные указания свыше на то, что ему придётся возглавить переворот в истории Франции и мира. Так, он утверждал, что ему явились архангел Михаил, Благословенная Дева Мария и Иосиф, которые приказали Вентра проповедовать некое новое Евангелие — «Работа Милосердия».
Вентра предстояло собрать группу последователей, которые бы содействовали ему в выполнении задачи по спасению мира от катастрофы и установлению нового Царства Божия. После первого видения он основал на фабрике в Тийи ораторий, в котором хранил «облатки» — якобы посланные ему людьми, которые желали его спасти от неких злопыхателей. «Облатки» демонстрировали знамения чудотворного кровотечения реальной крови, как говорил Вентра.
Ораторские способности Вентра и его харизма заставили встать на его сторону множество представителей духовенства: среди них были аббат Шарво (фр. Abbé Charvoz) и приходский священник из Мон-Луи (фр. Curé de Mont-Louis).
Шарво стал идеологом движения и его главным рупором пропаганды, однако рвение Шарво привело к ряду происшествий. Вентра не хотел предавать огласке чудо с кровоточащими «облатками», но Шарво всё-таки получил под присягой от нескольких людей свидетельства того, что они видели эти кровоточащие облатки (среди них были и врачи, подтвердившие наличие настоящей человеческой крови в них). Шарво, воодушевлённый этой новостью, отправился распечатывать брошюру о Вентра и его чудесах (всего было сделано 6 тысяч таких копий).
8 ноября 1841 года епископ города Байе осудил брошюру Шарво как еретическую, а движение наундорфистов стали расценивать как оккультное и мистическое. В августе 1841 года Вентра и Жоффруа всё же были арестованы: им предъявили обвинения в краже денег у двух женщин: у некой Гарнье (фр. Garnier) были похищены 3 тысячи франков, у Сесиль де Кассини (фр. Cecile de Cassini) — 800 франков. Дело было сфабриковано, чтобы прекратить деятельность Вентра. Несмотря на то, что все пострадавшие свидетельствовали в защиту ограбившего их Вентра, суд приговорил самозванца к пяти годам заключения, а Жоффруа к двум. Апелляция не помогла. 8 октября 1843 года папа римский Григорий XVI осудил секту Вентра.
Осуждённый Вентра был примерным заключённым и пользовался рядом привилегий: так он мог встречаться со своими сподвижниками. Однако давление церкви привело к развалу движения. В 1848 году после волны революций в Европе Вентра покинул Францию и вернулся только в 1866 году. Скончался он в 1875 году. Возглавить его движение безуспешно пытался оккультист Жозеф-Антуан Буллян.